# Move It
Move It es un sencillo de Cliff Richard y The Drifters (en UK como The Shadows). Fue editada el 29 de agosto de 1958 y publicada en un sencillo con el mismo nombre junto a "Schoolboy Crush". Esta canción fue un verdadero récord en ventas y todo un hito del auténtico rock and roll procedente de EUA.

## Otras versiones
Suzi Quatro hizo un cover de "Move It" en 1974 del álbum Quatro; el cantante Alvin Stardust realizó también una versión del sencillo. En diciembre del 2006 el track de Cliff Richard fue relanzado por Brian May de Queen, Brian Bennett de The Shadows y por Mo Foster.